# Александър II Забинас
Александър II Забинас, е владетел на Сирия от династията на Селевкидите, всъщност самозванец появил се след поражението и смъртта на Антиох VII Сидет.
Подкрепен от египетския цар Птолемей VIII срещу Деметрий II Никатор, Александър Забинас узурпира властта в Сирия от 128 пр.н.е. до 123 пр.н.е.. Той настоявал че е осиновен син на Антиох VII, но се говорело че е освободен роб (откъдето и прозвището му Забинас – „поръчан роб“).
Забинас е марионетка на египетския цар, който го поставя на трона в Антиохия след свалянето на Деметрий II. Поради липсата на пари Забинас ограбва някои храмове в града и претопява златните им статуи. Това богохулство увеличава недоволството срещу него и води до открит бунт в столицата. Законният претендент Антиох VIII Грюпос прогонва узурпатора, който попада в ръцете на разбойници и малко след това е убит.